# Valdichiana bianco vergine
Il Valdichiana bianco vergine è un vino DOC la cui produzione è consentita nelle province di Arezzo e Siena.

## Caratteristiche organolettiche
- colore: paglierino, anche con riflessi verdognoli
- odore: neutro, caratteristico, ricco di delicato e gradevole profumo
- sapore: asciutto, anche con lieve retrogusto di mandorla amara

## Produzione
Provincia, stagione, volume in ettolitri
- Arezzo  (1990/91)  24291,42
- Arezzo  (1991/92)  19532,67
- Arezzo  (1992/93)  31640,81
- Arezzo  (1993/94)  23260,57
- Arezzo  (1994/95)  19083,79
- Arezzo  (1995/96)  15872,5
- Arezzo  (1996/97)  18743,21
- Siena  (1990/91)  399,0
- Siena  (1991/92)  671,3
- Siena  (1992/93)  837,55
- Siena  (1993/94)  843,92
- Siena  (1994/95)  370,72
- Siena  (1995/96)  263,83
- Siena  (1996/97)  605,66